# صامت آکایدین
صامت آکایدین (انگلیسی: Samet Akaydin؛ زادهٔ ۱۳ مارس ۱۹۹۴) بازیکن فوتبال اهل ترکیه است.
از باشگاه‌هایی که در آن بازی کرده‌است می‌توان به باشگاه ورزشی بولوسپور، باشگاه فوتبال شانلی‌اورفه‌اسپور، باشگاه ورزشی آدانا دمیرسپور، و باشگاه فوتبال فنرباغچه اشاره کرد.
وی همچنین در تیم ملی فوتبال ترکیه بازی کرده‌است.